# Loxophlebia rufescens
Loxophlebia rufescens là một loài bướm đêm thuộc phân họ Arctiinae, họ Erebidae.